# Жуковець
Жу́ковець — село в Україні, у Луцькому районі Волинської області. Входить до складу Торчинської селищної громади. Населення становить 110 осіб.

## Історія
У 1906 році село Торчинської волості Луцького повіту Волинської губернії. Відстань від повітового міста 32 верст, від волості 12. Дворів 46, мешканців 294.

## Населення
Згідно з переписом УРСР 1989 року чисельність наявного населення села становила 122 особи, з яких 56 чоловіків та 66 жінок.
За переписом населення України 2001 року в селі мешкала 101 особа. 100 % населення вказало своєю рідною мовою українську мову.